# Samsun (district)
Samsun is een Turks district in de provincie Samsun en telt 496.334 inwoners (2007). Het district heeft een oppervlakte van 740,0 km². Hoofdplaats is Samsun.
De bevolkingsontwikkeling van het district is weergegeven in onderstaande tabel.
| 1997    | 2000    | 2007    |
| ------- | ------- | ------- |
| 402.384 | 437.189 | 496.334 |